# NGC 2891
NGC 2891 este o galaxie lenticulară situată în constelația Busola. A fost descoperită în 23 ianuarie 1835 de către John Herschel. Se află la o distanță de 23,33 de megaparseci de Pământ.